# Zahnhals

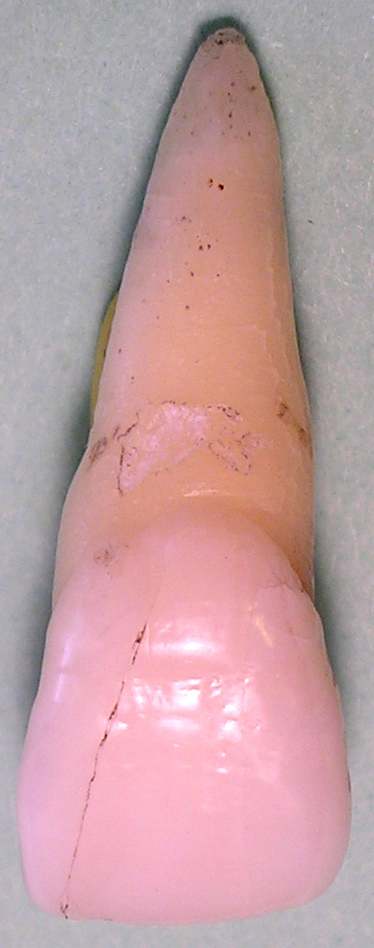
Zahn 21. Der Zahnhals liegt am Übergang zwischen Zahnkrone (glänzender Anteil, unten) und Zahnwurzel (oben).

Der Zahnhals, fachsprachlich Cervix dentis, seltener Collum dentis (lateinisches Femininum cervīx bzw. Neutrum collum je für „Hals“, „Nacken“ und lateinisches Maskulinum dēns für „Zahn“), ist der Übergang zwischen Zahnkrone und Zahnwurzel. Der Zahnhals verläuft nicht als gerade Linie, sondern girlandenförmig, wobei er an der Kontaktstelle zum Nachbarzahn (approximal) am weitesten Richtung Krone reicht. Dies ist bei den Frontzähnen (Schneide- und Eckzähne) stärker ausgeprägt als bei den Backenzähnen. Im Zahnhalsbereich läuft der Zahnschmelz aus und ist daher hier am dünnsten. In Richtung Wurzel bildet das Wurzelzement die äußere Schicht des Zahns.
Das Zement ist nicht so fest und widerstandsfähig wie der Zahnschmelz. Bei einem gesunden Gebiss ist der Zahnhals vom Zahnfleisch bedeckt. Durch Erkrankungen des Zahnhalteapparats mit Rückbildung der Höhe des Zahnfachrands (Limbus alveolaris) und dem dadurch bedingten Rückgang des Zahnfleisches kann es zu freiliegenden Zahnhälsen kommen. Ein zu festes Aufdrücken der Zahnbürste, horizontale Bürstenbewegungen und harte Borsten begünstigen diesen Prozess. Freiliegende Zahnhälse sind sehr empfindlich gegenüber Reizen wie Kälte, Hitze, Berührung oder süßen bzw. sauren Lebensmitteln. Zudem neigen sie zu Karies (Zahnhalskaries). Keilförmige Defekte am Zahnhals haben zwei auslösende Faktoren. Sie können als Resultat von Überbelastungen mit Biegebeanspruchung und infolge falscher Putztechnik auftreten.